# Luciano Zampatti
Luciano Zampatti (St. Moritz, 12 maggio 1903 – Ponte di Legno, 1º dicembre 1957) è stato un saltatore con gli sci italiano, primo atleta del gruppo sportivo Fiamme Gialle a partecipare alle Olimpiadi invernali.

## Biografia
Nato a Sankt Moritz in Engadina da Antonio Zampatti e Romilda Pandini dove il padre, come molti dalignesi dell'epoca, era emigrato temporaneamente per lavoro. Iniziò ad allenarsi sin da giovanissimo al salto con gli sci. Nel 1915 vinse il campionato italiano categoria juniores a Ponte di Legno ove al tempo esisteva un trampolino naturale poi trasformato in Trampolino Gigante del Corno d'Aola. Nel 1928 Zampatti vinse la medaglia di bronzo al campionato italiano di salto con gli sci (dietro Luigi Bernasconi e Vitale Venzi). Partecipò ai II Giochi olimpici invernali a Sankt Moritz nel 1928, dove gunse al 34º posto nella gara di salto speciale. Nel 1934 vinse la medaglia d'argento al campionato italiano di salto con gli sci, alle spalle di Mario Bonomo.